# NGC 38
NGC 38 è una galassia a spirale situata nella costellazione dei Pesci. È stata scoperta il 25 ottobre 1881 dall'astronomo francese Édouard Stephan.